# J. P. Tokoto
Jean-Pierre Tokoto (nacido el 15 de septiembre de 1993 en Rockford, Illinois), más conocido como J. P. Tokoto, es un baloncestista estadounidense que pertenece a la plantilla del Maccabi Ironi Ramat Gan de la Ligat Winner. Con 1,98 metros (6 pies y 6 pulgadas) de estatura, juega en la posición de escolta, pero también puede jugar de alero.

## Trayectoria deportiva

### Universidad
Tokoto jugó tres temporadas de baloncesto universitario con los Tar Heels de la Universidad de Carolina del Norte, en las que promedió 6,7 puntos, 4,4 rebotes, 2,7 asistencias y 1,2 robos por partido. En 2015, Tokoto fue incluido en el mejor quinteto defensivo de la Atlantic Coast Conference.
El 8 de abril de 2015, Tokoto declaró su elegibilidad para el draft de la NBA, renunciando a su último año universitario.

### Profesional
El 25 de junio de 2015, fue seleccionado en la posición número 58 del Draft de la NBA de 2015 por los Philadelphia 76ers.